# Village ibérique de Castellar de Meca
Le village ibérique de Castellar de Meca  est un site archéologique situé dans la commune d'Ayora (comarque de Valle de Cofrentes), dans la province de Valence,.
Il correspond à un établissement humain de la période ibérique des Ve et IIe siècles av. J.-C., mais aussi aux périodes du bronze, romaine, islamique et médiévale. Il a été déclaré Bien d'intérêt culturel en 1931.

## Historique
Les ruines de Castellar de Meca apparaissent comme connues dans des documents d'auteurs tels qu'Antonio José Cavanilles,  Pierre Paris, Adolf Schulten, entre autres. Ce site montre des traces d'occupation depuis l'âge du bronze (VIe siècle av. J.-C.), les Ibères (IVe et IIIe siècles av. J.-C.), les Romains (IIe et Ier siècles av. J.-C.), jusqu'au Moyen Âge (XIIe siècle). 
Les ruines sont considérées comme appartenant à une ville ibérique qui occupe environ 15 hectares : anciennes murailles défensives,... Elles sont situées à environ 1 218 m d'altitude, à son point culminant. Le vaste site est situé sur un plateau montagneux, avec un accès unique, et à travers lequel les Ibères traçaient peut-être un chemin, le soi-disant Camí Fondo (qui conserve encore aujourd'hui d'importants vestiges des traces laissées par les roues des charrettes, et de petites cavités, où les bêtes qui portaient leurs charges posaient leurs pieds), qui reliaient la ville fortifiée à la plaine. De cette période ibérique subsistent également les vestiges de maisons creusées dans la roche, ainsi que les citernes souterraines. 
Le village ibérique a disparu avec la conquête des Romains, même si l'influence ibérique y est restée pendant un certain temps. Dans la zone ouest, on peut voir les restes d'une tour romaine. La population s'agrandissant, le village s'étendit le long des pentes, sur la route ibérique désaffectée, en construisant des maisons médiévales rectangulaires. On sait qu'au XVe siècle, la ville était déserte, ce qui pourrait être dû à l'épidémie de peste noire qui a frappé la région au milieu du  XIVe siècle. 

## Description
Le plan de sol du site est d'environ 15 ha, avec une extension d'environ 800 m dans une direction est-ouest, des murs cyclopéens, de nombreuses citernes et maisons creusées dans la roche, des céramiques ibériques, romaines et islamiques.

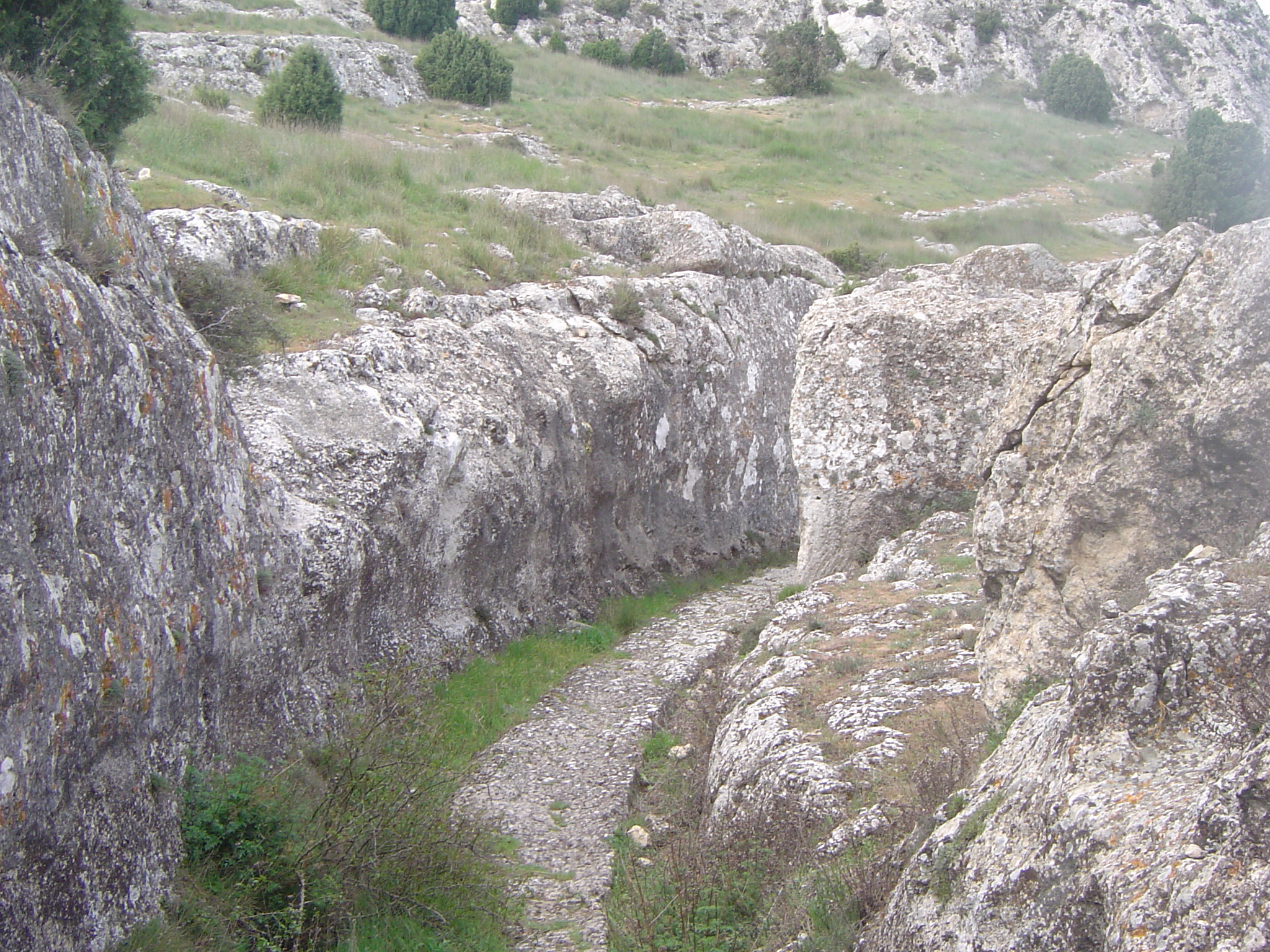
Détail du chemin d'accès.

Pour accéder à la ville, on empruntait le Cami Fondo. Dans la dernière section, la roche est creusée sur 4,30 m avec une largeur de 1,93 à 2,15 × m. Pour surmonter la pente, le parcours a été allongé et a dû faire un virage serré pour changer la direction de la route vers le centre-ville. Le sol, sur roche vivante, présente de profondes rainures résultant du passage des charrettes depuis 1 500 ans. Sur les côtés, on peut voir quelques fissures dans la pierre qui servaient vraisemblablement à insérer des poussées en bois et ainsi à maintenir les roues, les empêchant de glisser sur la pente. Sur le plateau, on peut voir des salles creusées dans la roche, des escaliers et de nombreux réservoirs (plus de 100), le plus grand appelé El Trinquet mesurant 29 × 5 mètres, avec une profondeur estimée à 14 m (plus de 2 000 m3). Tous les réservoirs ne seraient pas des citernes , puisque certains pourraient être utilisés comme granges ou greniers.

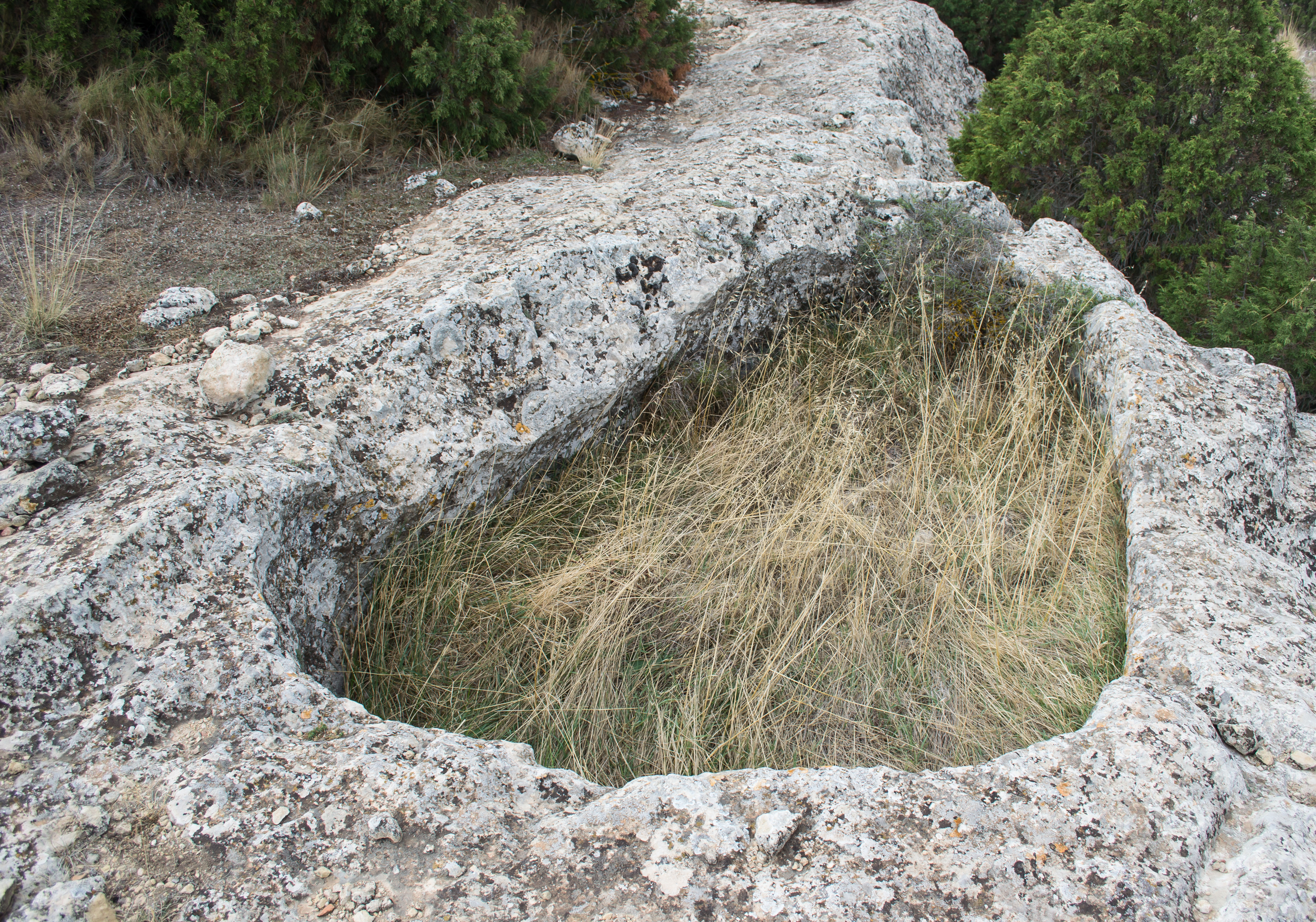
Citerne souterraine.

Il reste des vestiges de murs de datation difficile, puisque le village fut habité jusqu'au Moyen Âge (peut-être jusqu'aux XIIIe-XIVe siècles). À l'ouest de la soi-disant Cova del Rei Moro se trouve la source, avec son canal original qui a subi une modification, et dans laquelle on peut voir quelques fissures creusées depuis la période ibérique, et un peu plus loin la citerne.
Les caractéristiques du village suggèrent qu'il s'agirait d'un grand entrepôt de produits agricoles qui expliquerait la route d'accès pour faciliter leur transport. La construction de systèmes routiers et de stockage nécessite une classe dirigeante capable d’organiser les ressources et de les gérer efficacement. En période de dépression due à de mauvaises récoltes ou à une crise, la défense du site et de ses ressources excédentaires stockées en période de prospérité serait essentielle.
Ces classes ibériques dirigeantes et un système économique bien organisé seraient à la base du développement de la culture ibérique des Ve et IIIe siècles av. J.-C., avec leur capacité à créer des monuments funéraires, de riches nécropoles, des sanctuaires et des sculptures, caractéristiques de la région. Le Castellar de Meca serait un centre économique important dont il ne reste que le squelette imprimé dans la pierre. Les fouilles scientifiques de la ville montreraient sans aucun doute que nous sommes face à l'une des principales villes ibériques. 
Actuellement, ce site archéologique est une propriété privée. Les jours de visite sont les dimanches de 9h à 14h.

## Galerie

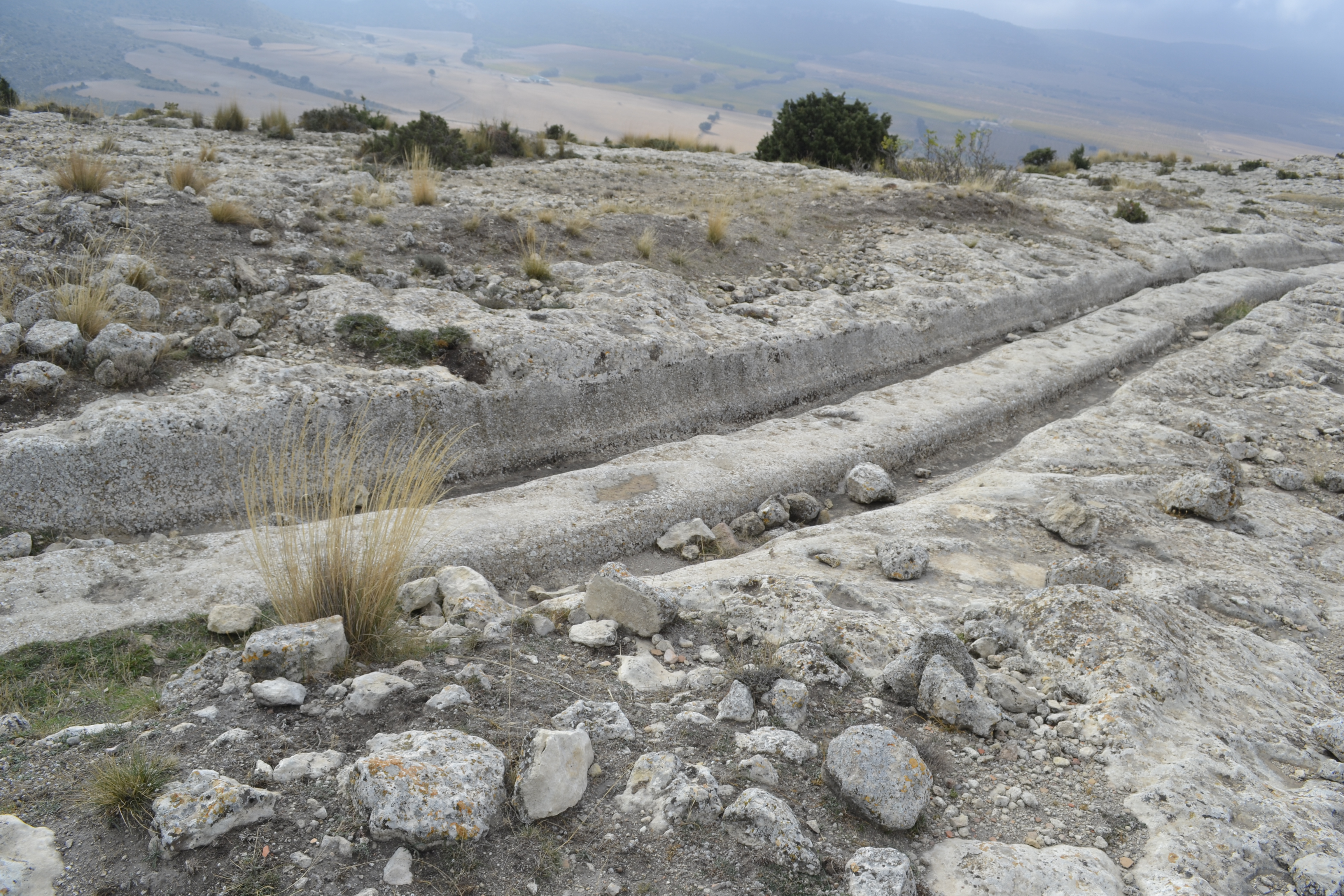
chemin charretier.
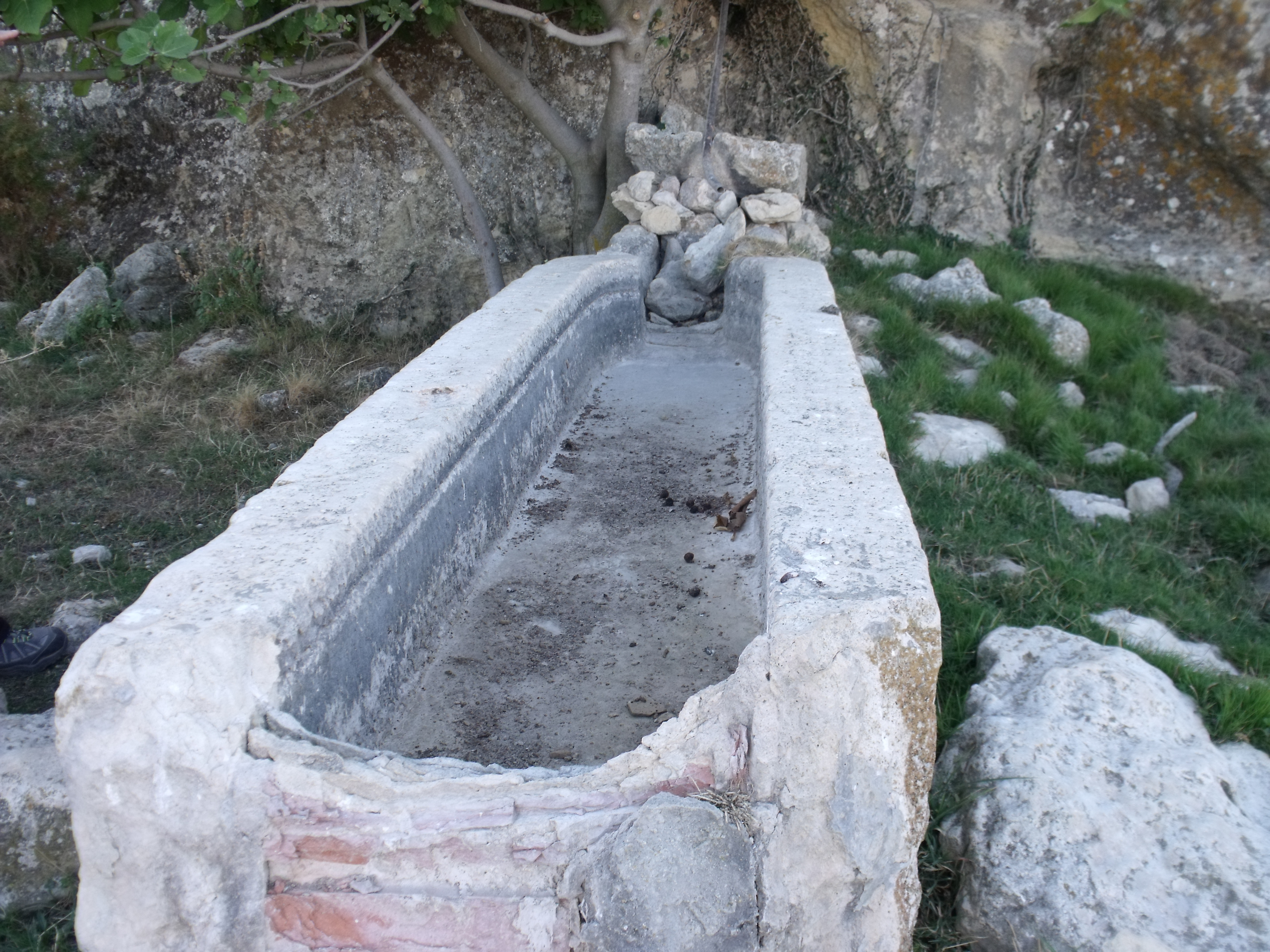
Abreuvoir.